# La Paz kommun, Mendoza
Departamento de La Paz är en kommun i Argentina.   Den ligger i provinsen Mendoza, i den centrala delen av landet, 800 km väster om huvudstaden Buenos Aires. Antalet invånare är 9 560. Arean är 7,1 kvadratkilometer.
Terrängen i Departamento de La Paz är mycket platt.
Omgivningarna runt Departamento de La Paz är i huvudsak ett öppet busklandskap. Trakten runt Departamento de La Paz är nära nog obefolkad, med mindre än två invånare per kvadratkilometer.